# ... I drugie oficial'nye lica
... I drugie oficial'nye lica (…И другие официальные лица) è un film del 1976 diretto da Semёn Davidovič Aranovič.

## Trama
Potrebbe non esserci un accordo commerciale tra una compagnia petrolifera occidentale e gli industriali sovietici. Il capo della delegazione occidentale iniziò improvvisamente a chiedere la sostituzione di un rappresentante dell'URSS.